# Azinhaga
Azinhaga ist eine portugiesische Ortschaft und Gemeinde im Ribatejo.

## Geografie
Der Ort liegt am Rio Almonda, in den grün bewachsenen Flachgebieten rund um den Rio Tejo.

## Geschichte
Azinhaga wurde vermutlich in maurischer Zeit gegründet, sein Name bedeutet auf Arabisch in etwa „enger Weg“ oder „schmaler Durchgang“. Seine Stadtrechte („Foral“) erhielt der Ort von König Sancho II. Anfang des 13. Jahrhunderts.
Vor allem in der von 1756 bis 1777 dauernden Regierungszeit des Ersten Ministers Sebastião José de Carvalho e Melo, der unter seinem ab 1769 geführten Adelstitel „Marquês de Pombal“ bekannt wurde, wurden viele der Zuflüsse und Seitenarme des Tejo umgeleitet und die Gegend von Azinhaga trockengelegt, so dass der Grund für die arabische Namensgebung wegfiel und Azinhaga Teil des heutigen weiten, für Landwirtschaft, Vieh- und Pferdezucht geeigneten Gebietes wurde.
Durchziehende Truppen des französischen Invasionsheers verursachten Anfang des 19. Jahrhunderts beträchtliche Schäden.
Seit 1895 gehört Azinhaga zum damals neugeschaffenen Kreis (Concelho) von Golegã, und nicht mehr zum Concelho von Santarém, zu dem es vorher stets gehörte.

## Verwaltung
Azinhaga ist Sitz einer gleichnamigen Gemeinde (Freguesia) im Kreis (Concelho) von Golegã im Distrikt Santarém. In ihr leben 1414 Einwohner auf einer Fläche von 38 km² (Stand 19. April 2021).
Folgende Ortschaften, Ortsteile und Quintas liegen in der Gemeinde:
- Azinhaga
- Estação Caminho Ferro (Bahnhofsquartier)
- Mato de Miranda
- Quinta da Broa
- Quinta da Cholda
- Quinta da Melhorada
- Quinta das Teixeiras
- Quinta de El-Rei
- Quinta de Santa Inês
- Quinta de São João
- Quinta do Meirinho
- Quinta do Miranda
- Casal Féteira

## Kultur und Sehenswürdigkeiten

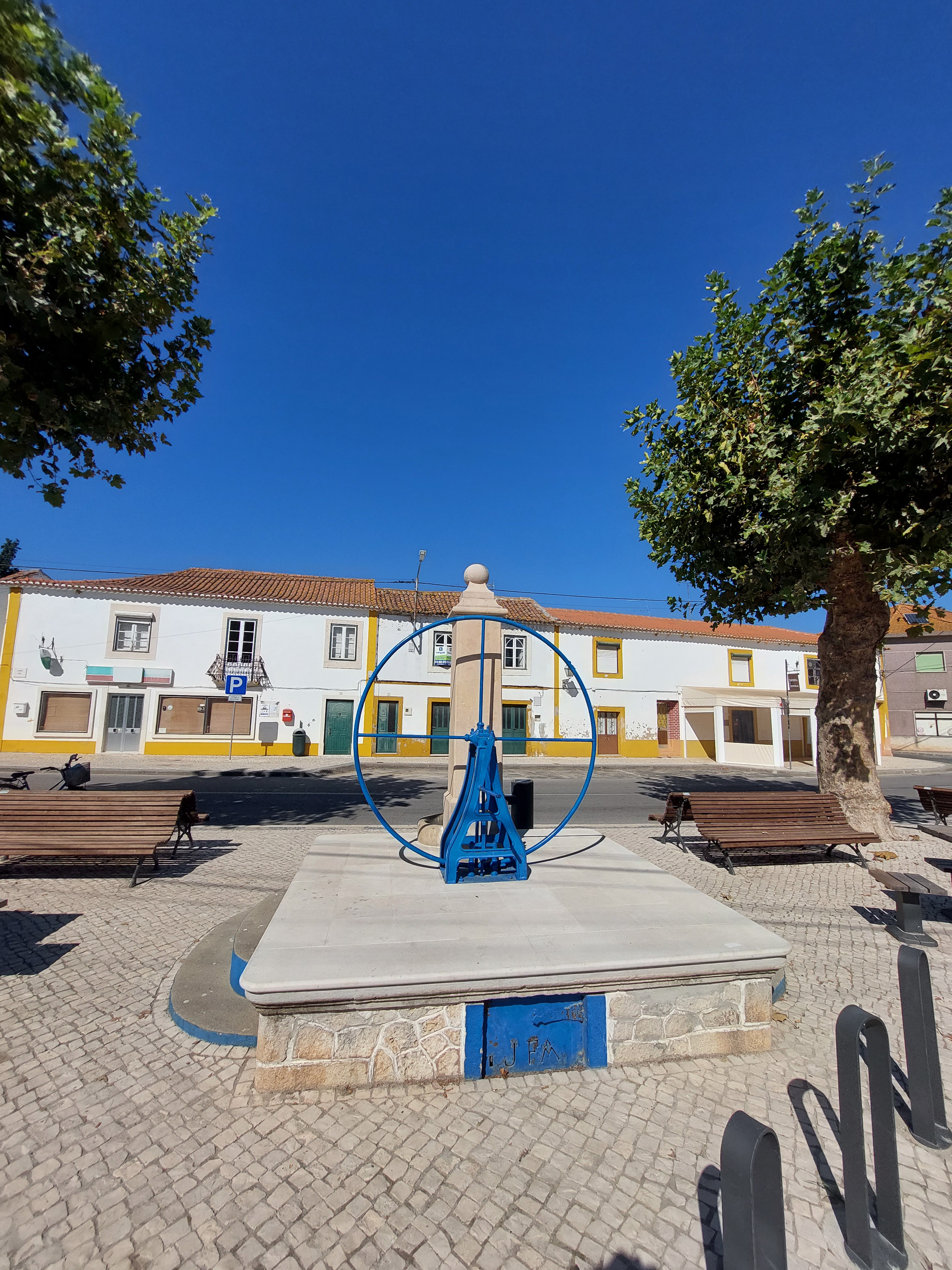
Der Brunnen (Chafariz) am zentralen Platz Largo da Praça: in Azinhaga sind 14 Baudenkmäler in der portugiesischen Denkmalliste SIPA eingetragen.

Im Ort wurde 2008 im Beisein Saramagos die Casa Museu José Saramago eröffnet, ein Museum für den bekanntesten Sohn des Ortes und Literaturnobelpreisträgers 1998. Einige Einrichtungen seiner Stiftung (Fundação José Saramago) sind ebenfalls dort untergebracht.
Die dreischiffige Kirche Igreja de Nossa Senhora da Conceição stammt aus dem 17. Jahrhundert, einige Azulejos aus der Zeit sind noch in ihr zu sehen. Durch die französischen Invasionstruppen unter Marschall André Masséna im Winter 1810/1811 stark zerstört, wurde ihr Wiederaufbau erst 1882 abgeschlossen. Sie erhielt dabei einen vorher nicht existenten Kirchturm.
Verschiedene alte Herrenhäuser liegen im Gebiet der Gemeinde. In einem wird eine private Hotelanlage für Reiturlaub geführt.
Das Feuchtgebiet des Paúl do Boquilobo ist seit 1981 von der UNESCO als Biosphärenreservat anerkannt.
Im Mai findet das jährliche Stadtfest statt. Mit Parallelen in Herkunft und Ausrichtung zur Festa dos Tabuleiros im nahen Tomar, findet hier außerdem alle vier Jahre die Festa do Bodo statt. Sie ist eine ursprüngliche rein religiöse Prozession, die heute über mehrere Tage zusätzlich verschiedene Veranstaltungen umfasst, von Musik über Gastronomie und Kleinkunst bis zu Ausstellungen und Folkloretänze. Nach 2007 und 2011 findet die nächste Festa do Bobo 2015 statt.

## Wirtschaft
Der Ort lebt vor allem von der Landwirtschaft. Pferdezucht hat ebenfalls Bedeutung, besonders des Lusitano-Pferdes. Ebenso wie die lokale Rinderzucht (Stiere) ist auch die Pferdezucht hier, wie allgemein im Ribatejo, mit dem portugiesischen Stierkampf verbunden.

## Verkehr

### Eisenbahn
Azinhaga liegt 4 km über die Kreisstraße entfernt von Mato de Miranda, einem Haltepunkt der Linha do Norte.

### Fernstraße
Der Ort ist über die Nationalstraße N365 an die 15 km entfernte A23 (Auffahrten Entroncamento und Atalaia) und über die jeweils etwa 20 km entfernten Auffahrten Santarém und Torres Novas an die A1 angeschlossen.

### Nahverkehr
Der TRANSFER, eine kommunale Buslinie der Kreisverwaltung Golegã, verbindet mehrmals täglich alle Gemeinden des Kreises, mit mehreren Haltepunkten auch in der Gemeinde Azinhaga.

## Söhne und Töchter
- Francisco Serrão († 1521) Seefahrer
- João Carlos de Saldanha Oliveira e Daun (1790–1876), adliger General und liberaler Politiker, mehrfach Premierminister
- José Saramago (1922–2010), Schriftsteller, Literaturnobelpreisträger 1998
- Augusto do Souto Barreiros (1922–2012), Literat und Bühnenautor